# Bakary Nimaga
Bakary Nimaga (* 6. Dezember 1994 in Douala, Kamerun) ist ein malischer Fußballspieler.

## Karriere

### Verein
Nimaga begann seine Karriere bei Stade Malien. 2012 wechselte er in die Niederlande zur U-19 des FC Twente Enschede. Im Januar 2013 wechselte er nach Albanien zum KF Skënderbeu Korça. Sein Debüt in der Kategoria Superiore gab er im März 2013, als er am 18. Spieltag der Saison 2012/13 gegen den FK Tomori Berat in der 87. Minute für Nurudeen Orelesi eingewechselt wurde.
Sein erstes Tor in der höchsten albanischen Spielklasse erzielte er im Januar 2015 gegen den KF Elbasani, als er nach seiner Einwechslung in der 87. Minute zum 4:1-Endstand traf. Im März 2015 schoss er ebenfalls gegen Elbasani erstmals zwei Tore in einem Spiel in der Liga.
Im September 2015 spielte er gegen Beşiktaş Istanbul erstmals für Skënderbeu in der Europa League, als er in der Halbzeitpause für Liridon Latifi ins Spiel gebracht wurde. Mit dem Verein musste er als Letzter der Gruppe H in der Gruppenphase ausscheiden.
Im Sommer 2018 wechselte er zum türkischen Zweitligisten Hatayspor. Im Juli 2019 wechselte er nach Österreich zum Bundesligisten TSV Hartberg, bei dem er einen bis Juni 2020 laufenden Vertrag erhielt. In zwei Spielzeiten bei den Steirern kam er zu 44 Einsätzen in der Bundesliga, in denen er drei Tore erzielte. Nach der Saison 2020/21 verließ er den Klub. Im August 2021 wechselte er daraufhin nach Ungarn zum Zalaegerszegi TE FC. In Ungarn spielte er aber keine Rolle, für Zalaegerszeg kam er zu vier Kurzeinsätzen in der Nemzeti Bajnokság, häufig stand er gar nicht im Spieltagskader.
Daraufhin kehrte Nimaga im Januar 2022 wieder nach Österreich zurück und schloss sich dem SCR Altach an, bei dem er bis Juni 2023 unterschrieb. Insgesamt kam er für Altach zu 23 Bundesligaeinsätzen. Im Februar 2023 wurde sein Vertrag im Ländle in beidseitigem Einvernehmen aufgelöst. Nach mehreren Monaten ohne Klub wechselte er im September 2023 nach Serbien zum FK Radnički Niš.

### Nationalmannschaft
2013 nahm Nimaga mit der U-20-Auswahl Malis an der Weltmeisterschaft teil.